# Elymus gmelinii
Elymus gmelinii är en gräsart som först beskrevs av Carl Friedrich von Ledebour, och fick sitt nu gällande namn av Nikolai Nikolaievich Tzvelev. Elymus gmelinii ingår i släktet elmar, och familjen gräs. Inga underarter finns listade i Catalogue of Life.